# 晋察冀烈士陵园
晋察冀烈士陵园，位于中国河北省保定市唐县军城南关，是安葬晋察冀边区烈士的陵园。

## 历史

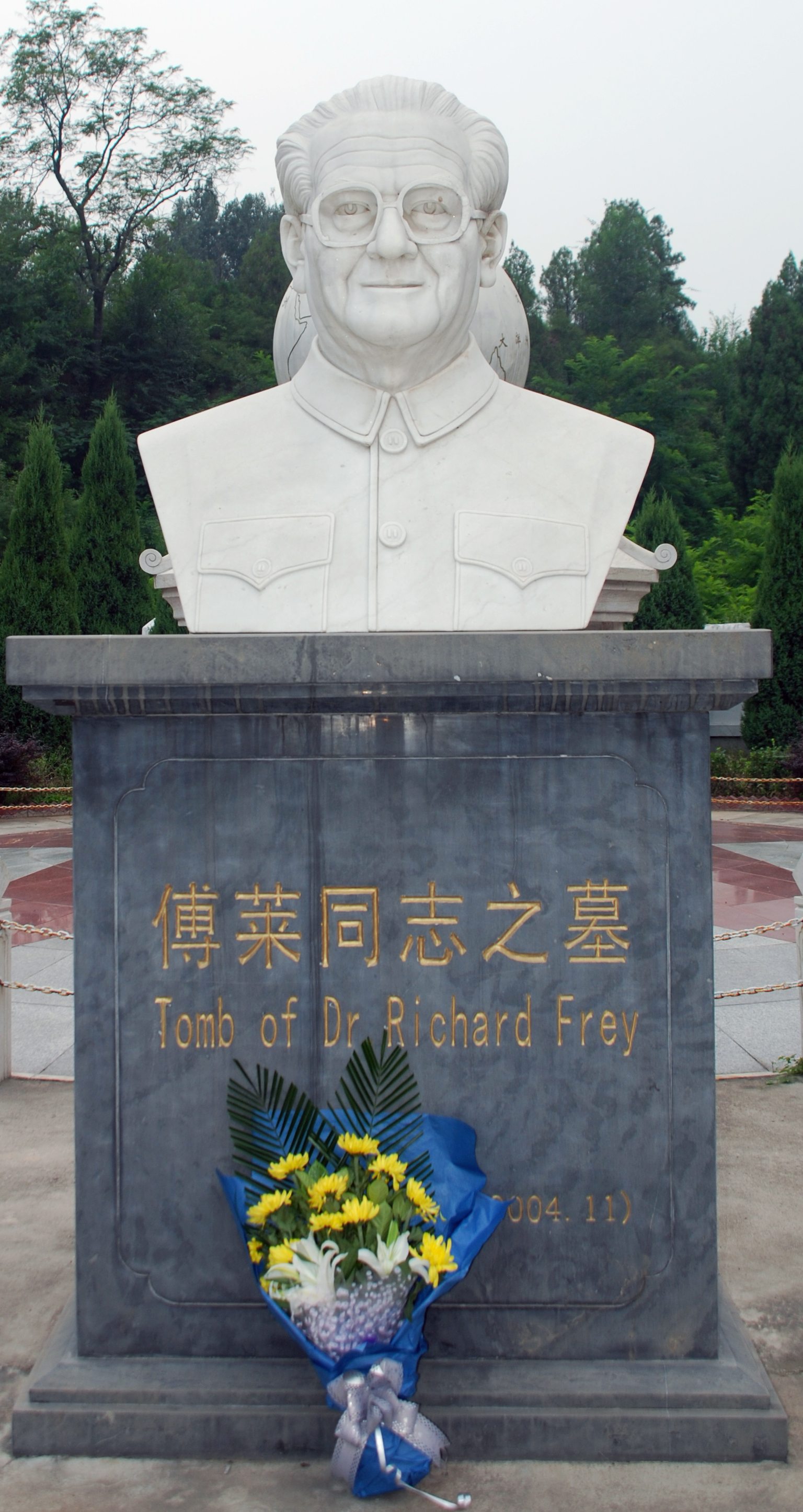
傅莱同志之墓
1920.2.11–2004.12.16

晋察冀烈士陵园位于唐县县城西北45公里处的军城南关村西，地处通天河畔。陵园占地面积68亩，松柏苍翠，林下安葬着36位抗日烈士以及白求恩（加拿大人）、柯棣华（印度人）、傅莱（奥地利人）等国际友人（其中白求恩、柯棣华的灵柩已迁走）。
该陵园是中国共产党较早兴建的烈士陵园之一，始建于1940年2月，最初是白求恩墓。后来又先后修建了晋察冀边区抗战烈士纪念塔、晋察冀边区抗战烈士公墓。1941年，两次遭到日军严重破坏，纪念塔等主要建筑被炸毁。1942年，晋察冀边区军民利用战斗间隙加以修复。中华人民共和国成立后，党和政府拨出专款，多次修缮和扩建陵园，定名为“晋察冀烈士陵园”。
1940年2月，白求恩墓首先在此建设，1940年6月落成。如今，白求恩墓前的石碑上刻有中共中央唁电及祭文，镶刻有中国共产党领导人毛泽东、朱德、聂荣臻、叶剑英、吕正操、萧克、舒同的题词。此后，这里又陆续安葬了抗日烈士以及国际友人。2007年7月23日，傅莱同志墓地在晋察冀烈士陵园落成揭幕。加拿大、印度政府代表团曾来该陵园参加祭典活动，国际友人经常来该陵园凭吊。
1982年7月23日，该陵园以“晋察冀边区烈士陵园”之名被公布为为河北省文物保护单位，类型为近现代文物，历史年代为1940年。
1953年，经河北省人民政府批准，将白求恩和柯棣华以及抗战烈士刘云彪、曾海庭的灵柩从该陵园迁到石家庄的华北军区烈士陵园，白求恩和柯棣华并排安葬在华北军区烈士陵园内的喷水池西侧，成为白求恩墓、柯棣华墓。两人位于晋察冀烈士陵园的原墓地仍然保留原貌。
中华人民共和国时期，杨成武、吕正操等老一辈无产阶级革命家曾回到陵园瞻仰。1986年4月，中共中央总书记胡耀邦来陵园，在白求恩、柯棣华墓前各植一棵松树。

## 建筑
晋察冀烈士陵园的主要建筑物有：
- 大门：是一座牌坊型建筑，门顶书有七个镏金大字“晋察冀烈士陵园”。进入大门是一条柏油马路，直通到中心广场，路旁两排塔松。路南是一片苹果园。路北高台处是一座院落，正房为会客厅，东房是陵园管理人员居所。[2]
- 中心广场：用柏油铺成。西侧有青石砌成的高台，将陵园分成上下两层。顺西侧石阶而上，有一条鹅卵石铺成各式图案的甬道，甬道尽头是白求恩墓。[2]
- 白求恩墓：坐西朝东，和中心广场及大门成一条直线，遥对东面的白花山。墓体融合西方形式与中国传统建筑特色。墓园四周有八角形的花墙。1953年，白求恩的灵柩由此迁出至华北军区烈士陵园。[2]
- 柯棣华墓：位于白求恩墓东南。经过多次修缮和扩建，与白求恩墓规模大体相同。墓体为六角形，上面托有大理石地球模型。柯棣华石像立在假山上。陵墓四周有方形的花墙。1953年，柯棣华的灵柩由此迁出至华北军区烈士陵园。[2]
- 琼·尤恩墓：位于白求恩墓北侧，为汉白玉石棺。琼·尤恩是白求恩生前战友，1939年作为加拿大援华医疗队成员来华，1987年逝世后，遵照其遗嘱，于1988年5月20日将骨灰安葬在白求恩身边，并树碑纪念。[2]
- 傅莱墓：位于琼·尤恩墓的北侧，和白求恩、柯棣华墓地同等规模。墓地正门上书“傅莱之墓”，两侧对联为“辗转万里投身中国革命事业，奉献一生弘扬国际主义精神”，大门内侧有傅莱的半身汉白玉塑像，后面墓地上方有一个巨型石刻地球。2007年7月23日，傅莱同志墓地落成揭幕。[3]
- 点将台：位于陵园南端，是个1米多高的平台，传说是杨六郎的点将台。抗日战争时期，该平台成为晋察冀边区和晋察冀军区集会的主席台，白求恩大夫追悼大会、白求恩墓落成典礼、抗战烈士纪念塔落成典礼等等都在此举行。[2]
- 烈士公墓：位于陵园北侧。原名“晋察冀边区抗战烈士公墓”。土城脚下用条石垒成的台阶将坡地分成五层，横贯东西呈梯形。左右两条石阶直通山顶。最上层排列着用青石砌成的一座座三角形坟墓，安葬着抗日战争中牺牲的团以上干部，墓前石碑上记载烈士生平。[2]
- 纪念碑：烈士公墓中间，有塔形六棱纪念碑，像倒立的利剑刺向天空，代表烈士英灵化作利剑，将侵略者斩尽杀绝。纪念碑正面（南面）刻有空心字“晋察冀边区抗战烈士公墓”；东南面为聂荣臻题词“热血洒遍边区，精神长存北岳”；东北面为黄永胜、王平题词“英灵永耀太行山”；北面为张冲题词“坚决完成你们的遗志”；西北面为刘杰题词“与古军城长留人间”；西南面为朱良才题词“为民族为人类解放的事业奋斗的血花永远光辉灿烂于世界”。1941年10月，这块纪念碑被日军运到保定。1974年，从保定护城河里挖出，送归唐县后重新树立。[2]
- 晋察冀边区抗战烈士纪念塔：位于烈士公墓东侧土城下，原是拥有门、亭、楼、塔的建筑群，1941年8月2日建成。建成后两个多月便被日军炸毁，变为废墟。[2]